# Németh Krisztián (labdarúgó, 1989)
Németh Krisztián (Győr, 1989. január 5. –) magyar válogatott labdarúgó, csatár, az MTK Budapest játékosa.

## Pályafutása

### Klubcsapatokban
Németh szülővárosában, Győrben kezdte pályafutását, ahol 2003 és 2005 az utánpótlás csapatában játszott. 2005-ben került fel a fővárosi MTK Hungária csapatához, ahol 37 bajnoki mérkőzésen 14 gólt szerzett, amivel hozzájárult ahhoz, hogy a klub a 2006–2007-es szezonban ezüstéremmel gazdagodjon.

#### Liverpool
2007 nyarán hároméves szerződést írt alá az angol a Liverpool FC együttesénél, Simon Andrással együtt. Mivel az angol klub tartalékcsapatánál azonnal gólgyártásba kezdett, nem kellett sokat várni a játékosnak fényes jövőt jósló cikkekre." Annak ellenére, hogy csatár poszton szerepel, gyakran lép vissza a játék során.
Németh a 2007-es bemutatkozó meccsén kétszer talált be a Manchester City tartalékcsapatának. Egy héttel később az Everton FC csapatának talált be kétszer. A Middlesbrough FC ellen már ötödször talált be, mellyel a liverpooli csapat átvette a vezetést a bajnokságban. Végül Németh elnyerte a korosztályos bajnokság gólkirályi címét a 2007-2008 szezonban, valamint a szurkolók is őt választották meg a tartalékok legjobbjának.
A Dallas Cup-on a döntőben két gólt lőtt, így megnyerték a kupát.
A Villarreal elleni felkészülési találkozón játszotta első mérkőzését a felnőttek között, ahol a második félidőben kapott játéklehetőséget. Németh lehetőséget kapott a Rangers FC elleni felkészülési mérkőzésen is, ahol tizenegyest harcolt ki. Németh ezután megszerezte magának a felnőtt csapat 29-es mezét a 2008-2009 szezonra.
Németh a Szingapúr elleni felkészülési mérkőzésen (St Gallen, Rapid Vienna és Thaiföld után) csereként duplázott az 5–0-s mérkőzésen.

#### Blackpool – kölcsönben
2009. január 26-án a másodosztályban szereplő Blackpoolhoz került kölcsönbe egy hónapra.
Rögtön az első mérkőzésen lehetőséget kapott, csereként lépett pályára a Queens Park Rangers ellen, de szinte egyből megsérült. Mint később kiderült, arccsonttörést szenvedett, amivel több mint egy hónapot kellett kihagynia, majd már ismét a Liverpool tartalékjai között léphetett pályára a Wigan elleni 2–2-es mérkőzésen.

#### AÉK - kölcsönben
2009. augusztus 30-án, 5 nappal Athénbe érkezését és szerződését követően egy Atrómitosz elleni bajnoki mérkőzésen mutatkozott be új csapatában. A 29. percben Ignacio Scocco cseréjeként lépett pályára, majd az 58. percben gólpasszt adott. Szeptember 20-án szerezte első gólját a görög élvonalban (PASZ Jánina–AÉK 1:1), majd 3 nappal később az Olimbiakósz elleni rangadón is betalált. A 65. percben egy védőről elé pattanó labdát lőtt 12 méterről a kapu bal oldalába. Október 22-én az Európa-ligában a FK BATE Bariszav ellen gólpasszt adott Ismael Blancó-nak, a mérkőzést 2-1-re elvesztették Némethék. November 5-én az Európa-ligában a FK BATE Bariszav elleni 2-2-es döntetlent hozó mérkőzésen ismét gólpasszt adott Ismael Blancó-nak. November 9-én a Láriszasz elleni 3-1-re megnyert hazai mérkőzésen gólt szerzett. November 13-án az olaszok ellen 2-0-ra megnyert U21-es Európa-bajnokság-selejtező mérkőzésén az U21-es válogatottban megsérült, majd 2010 márciusában tért vissza a Láriszasz elleni idegenben 1-0-ra elvesztett mérkőzésen csereként.

#### Olimbiakósz
2010. augusztus 19-én írta alá hároméves szerződését a pireuszi klubbal. November 3-án debütált az Ilipuoli FC elleni kupameccsen, három nap múlva pedig a bajnokságban is bemutatkozott. Gólpasszt adott Marko Pantelićnek.A szezon végén bajnoki címet ünnepelhetett. 2012. szeptember 2-án felbontották a szerződését.

#### Olimbiakósz Vólu
2011. január 28-án féléves szerződést írt alá.Kölcsönben futballozott, a csapat színeiben lőtt egyetlen gólját a Panserraikos ellen szerezte.

#### Visszatérés az MTK-ba
2011. november 4-én aláírt korábbi klubjához, az akkor másodosztályban szereplő MTK-hoz, december 31-ig szóló szerződést kötöttek egymással. Másnap már be is mutatkozott a Soproni VSE ellen 4-0-ra megnyert találkozzon és gólt szerzett. Az MTK második gólját közelről szerezte meg, majd a 70. percben lecserélték. A másodosztályban több mérkőzésen nem lépett pályára. 2011. november 30-án a Magyar kupában a Pécsi MFC ellen a 9. percben sárga lapot kapott. Három nappal később a visszavágón győztes gólt szerzett, de előtte gólpasszt adott Vadnai Dánielnek. 2012. január 18-án felreppent a hír, hogy 6 hónapra a görög PASZ Jánina csapatába igazol.

#### RKC Waalwijk
2012. január 26-án 6 hónapra igazolt a holland élvonalbeli RKC Waalwijk csapatához. 2012. január 29-én a VVV-Venlo elleni bajnokin mutatkozott be, mindössze két edzés után máris a kezdők közé nevezte az edzője, Ruud Brood. Németh kiharcolt 11-essel és jó játékkal járult hozzá csapata 4-0-s győzelméhez. 2012. február 1-jén bemutatkozott a holland kupában a Heracles Almelo ellen, mint kezdőjátékos, majd a 60. percben lecserélték és a kupából is kiestek. A második bajnoki mérkőzése a Groningen otthonában történt. Németh kezdőként lépett pályára és a 81. percig ott is maradt, mielőtt lecserélték ismét büntetőt harcolt ki csapata számára. A mérkőzést végül 3-0-s vendéggyőzelemmel zárult. Február 25-én a SBV Vitesse ellen a 37. Robert Braber lövését még védte Vitesse kapusa, de a kipattanó labdát Németh értékesítette.
A RKC Waalwijk történetének első magyar gólszerzője a holland bajnokságban, ezzel a góllal.
2012. március 17-én a De Graafschap ellen a 78. percben egy kipattanó labdát juttatott a hálóba. Május 17-én az Európa-ligába jutásért zajló rájátszásában a döntő első mérkőzésén a SBV Vitesse 3-1-re verte Némethéket, aki a második félidőben lépett pályára, majd az 55. percben Furkan Alakmak passzából 1-1-re hozta a mérkőzést.

#### Roda
2012. szeptember 1-jén szerezte első gólját a Willem II ellen. Itt Kádár Tamás is csapattársa volt. 2014. július 15-én közös megegyezéssel szerződést bontottak.

#### Amerikai és katari kaland
2014. december 18-án az amerikai Major League Soccerben szereplő Sporting Kansas Cityhez írt alá. A Philodelphia Union elleni meccsen szerezte meg első gólját április 6-án. Az idényben csapata legeredményesebb támadója volt, 29 bajnokin 11 gólt szerzett. Júniusban jelölték a hónap játékosa címre, a későbbi bajnok Portland Timbers ellen lőtt gólját a szezon legszebb találatának választották. Országos kupát nyert a Kansas Cityvel.
2016. január 29-én a katari El-Garáfa igazolta le. Február 4-én csereként beállva góllal mutatkozott be új csapatában az Al-Arabi ellen. Második mérkőzésén az El-Dzsaiz ellen duplázni tudott. A katari bajnokságban 21 bajnokin tizenhárom alkalommal volt eredményes.

#### New England Revolution
2017. augusztus 11-én újra amerikába igazolt, a New England csapatához, amellyel kétéves szerződést kötött. Szeptember 3-án debütált az Orlando City ellen, amikor a 91. percben váltotta Kei Kamarát, majd egy perccel később gólpasszt adott Teal Bunburynek. Szeptember 17-én a Sporting Kansas City elleni bajnokin a mérkőzés 11. percében kiállították. Első fél szezonjában hat bajnokin egy gólt szerzett, miután az alapszakasz utolsó fordulójában a Montreal Impact ellen megszerezte első gólját új csapatában.
2018 februárjában a felkészülési időszakban rendezett az észak-amerikai Mobile Mini Sun Cup nevű felkészülésitornát megnyerte a New England, Németh két gólt is szerzett, a döntőben csapata legjobbja volt.

#### Újra Sporting Kansas City
2018 augusztusában a New England elcserélte Németh játékjogát volt csapatával, a Sporting Kansas City-vel, így a magyar játékos visszatért egykori klubjához, ahol Sallói Dániel személyében magyar csapattársa is lett.

#### Dunaszerdahely
Miután szerződése lejárt a Sportingnál, 2020 februárjában szabadon igazolható játékosként írt alá másfél évre a szlovák élvonalban szereplő Dunaszerdahelyi AC csapatához. Mindössze egy bajnokin és egy kupamérkőzésen játszott a csapatban, majd a koronavírus-járvány miatt félbeszakított idényben egy sérülés miatt már nem tudott pályára lépni. 2020 augusztusában távozott a klubtól.

#### Columbus Crew
2020. október 5-én fél plusz egy évre szóló szerződést kötött az MLS-ben listavezető Columbus Crew csapatával. Október 25-én, a Houston Dynamo elleni 1–1-es bajnokin mutatkozott be a csapatban. A következő fordulóban a Philadelphia Union 2–1-es legyőzésekor csereként beállva szerzett győztes gólt. Az alapszakaszában öt mérkőzésen, a rájátszásban egy bajnokin kapottlehetőséget a bajnoki címet szerző csapatban.

#### Debreceni VSC
Miután a Colombus a 2020-as MLS-idényt követően nem hosszabbította meg szerződését, kilenc hónapon át szabadon igazolható játékos volt, majd 2021. szeptember 23-án az NB I-ben szereplő Debreceni VSC igazolta le. 2021. december 31-i hatállyal szerződést bontott vele a klubja. Hét NB I-es találkozón játszott, egy gólt lőtt. A magyar kupában egy mérkőzésen lépett pályára, ahol gólt is szerzett.

#### Ismét az MTK
2022. június 17-én jelentette be az MTK Budapest, hogy Szerződtették Krisztiánt.

### A válogatottban
Németh vezéregyénisége volt a magyar U17-es válogatottnak a 2006-os luxemburgi U17-es labdarúgó-Európa-bajnokságon, ahol a csoportmérkőzések során két találatot ért el. Az U19-es válogatott ciprusi selejtezőtornáján három mérkőzés alatt hét gólt szerzett. Ez a teljesítménye nagyban hozzájárult ahhoz, hogy több európai élcsapat is felfigyeljen rá.
2008-ban a csehországi Európa-bajnokság elitkör-selejtezőjén a magyarok Litvániával, Ciprussal és Portugáliával találkoztak. Németh a három mérkőzésen három gólt lőtt, és Portugália ellen is ő szerezte a győztes találatot, amivel a magyarok kijutottak a kontinensviadalra.
A 2008 júliusában zajló U19-es Európa-bajnokságon Németh vezérletével a magyarok 1–0-ra megverték Bulgáriát, majd szintén 1–0-ra győzték le a címvédő spanyolokat. A németektől 2–1-es vereséget szenvedtek a fiatalok, ám így is továbbjutottak a legjobb négy csapat közé. Az elődöntőben Olaszország csapatától 1–0-ra kikaptak a magyarok, így a harmadik helyet szerezték meg az Európa-bajnokságon. Ezzel az eredménnyel a válogatott kvalifikálta magát az U20-as világbajnokságra, melyet 2009-ben Egyiptomban rendeznek, Némethet pedig beválasztották a torna All-Star csapatába.
A felnőtt válogatottban csak a kispadon kapott helyet, Várhidi Péter megbízott szövetségi kapitány meghívót küldött neki a fiatalítás jegyében. Később Erwin Koeman is behívta a válogatottba, játéklehetőséget ekkor a németek elleni barátságos meccsen kapott. Németh tizenkét válogatott fellépés után is góltalan volt. Igaz a San Marinó-i mérkőzés kivételével mindig csereként lépett pályára. 2013. szeptember 10-én az Észt labdarúgó-válogatott ellen a 2014-es labdarúgó-világbajnokság-selejtezőn sikerült megszerezni első gólját a válogatottban. A 2016-os labdarúgó-Európa-bajnokság selejtezői alatt alapembernek számított mind Dárdai Pál, mind Bernd Storck irányítása alatt. A selejtező sorozatban hét mérkőzésen 2 gólt szerzett (mindkettőt a görögök elleni 4-3-as vereség alkalmával), a magyar válogatott pedig 44 év után újra kiharcolta az Eb részvételt. Tagja volt a 2016-os labdarúgó-Európa-bajnokságra utazó keretnek.

## Sikerei, díjai

### Klubcsapatokkal
MTK Budapest
- Magyar bajnoki ezüstérmes: 2006–07

 Liverpool
- Premier Reserve-bajnok: 2008
- Dallas Cup-győztes: 2008

 Olimbiakósz
- Görög bajnok: 2010–2011

 Sporting Kansas City
- US Open Cup-győztes: 2015
- Columbus Crew:

MLS-bajnok : 2020

### A válogatottal
- U19-es Európa-bajnoki bronzérmes: 2008
- U20-as labdarúgó-világbajnoki bronzérmes: 2009

 Magyarország
- Európa-bajnokság
  - nyolcaddöntős : 2016

### Egyéni
- Az év játékosa a tartalékcsapatban: 2008
- Az U19-es labdarúgó-Európa-bajnokság All-Star csapatának tagja: 2008
- Észak-amerikai labdarúgó-bajnokság a szezon gólja: 2015
- Az NB II gólkirálya: 2022–23 (22 gól)

## Statisztika

### Válogatottban
| Magyarország | Magyarország | Magyarország |
| Év           | Mérk.        | Gólok        |
| ------------ | ------------ | ------------ |
| 2010         | 1            | 0            |
| 2011         | 3            | 0            |
| 2012         | 7            | 0            |
| 2013         | 4            | 1            |
| 2014         | –            | –            |
| 2015         | 8            | 2            |
| 2016         | 7            | 0            |
| 2017         | 2            | 0            |
| 2018         | 3            | 1            |
| 2019         | 2            | 0            |
| Összesen     | 37           | 4            |

### Mérkőzései a válogatottban
| Magyarország | Magyarország         | Magyarország                              | Magyarország   | Magyarország | Magyarország  | Magyarország    | Magyarország | Magyarország      |
| #            | Dátum                | Helyszín                                  | Hazai          | Eredmény     | Vendég        | Kiírás          | Gólok        | Esemény           |
| ------------ | -------------------- | ----------------------------------------- | -------------- | ------------ | ------------- | --------------- | ------------ | ----------------- |
| 1.           | 2010. május 29.      | Budapest, Puskás Ferenc Stadion           | Magyarország   | 0 – 3        | Németország   | barátságos      | -            | 62'               |
| 2.           | 2011. június 3.      | Luxembourg, Stade Josy Barthel            | Luxemburg      | 0 – 1        | Magyarország  | barátságos      | -            | 46'               |
| 3.           | 2011. június 7.      | Serravalle, Olimpiai Stadion              | San Marino     | 0 – 3        | Magyarország  | Eb-selejtező    | -            |                   |
| 4.           | 2011. november 11.   | Budapest, Puskás Ferenc Stadion           | Magyarország   | 5 – 0        | Liechtenstein | barátságos      | -            | 62'               |
| 5.           | 2012. február 29.    | Győr, ETO Park                            | Magyarország   | 1 – 1        | Bulgária      | barátságos      | -            | a szünetben 90+1' |
| 6.           | 2012. június 1.      | Prága, Generali Arena                     | Csehország     | 1 – 2        | Magyarország  | barátságos      | -            | 89'               |
| 7.           | 2012. június 4.      | Budapest, Puskás Ferenc Stadion           | Magyarország   | 0 – 0        | Írország      | barátságos      | -            | 78'               |
| 8.           | 2012. augusztus 15.  | Budapest, Puskás Ferenc Stadion           | Magyarország   | 1 – 1        | Izrael        | barátságos      | -            | a szünetben       |
| 9.           | 2012. szeptember 7.  | Andorra la Vella, Estadi Comunal          | Andorra        | 0 – 5        | Magyarország  | vb-selejtező    | -            | 83'               |
| 10.          | 2012. szeptember 11. | Budapest, Puskás Ferenc Stadion           | Magyarország   | 1 – 4        | Hollandia     | vb-selejtező    | -            | 80'               |
| 11.          | 2012. november 14.   | Budapest, Puskás Ferenc Stadion           | Magyarország   | 0 – 2        | Norvégia      | barátságos      | -            | 70'               |
| 12.          | 2013. június 6.      | Győr, ETO Park                            | Magyarország   | 1 – 0        | Kuvait        | barátságos      | -            | a szünetben       |
| 13.          | 2013. szeptember 10. | Budapest, Puskás Ferenc Stadion           | Magyarország   | 5 – 1        | Észtország    | vb-selejtező    | 1            | 69' 86'           |
| 14.          | 2013. október 11.    | Amszterdam, Amsterdam ArenA               | Hollandia      | 8 – 1        | Magyarország  | vb-selejtező    | -            | 64' 79'           |
| 15.          | 2013. október 15.    | Budapest, Puskás Ferenc Stadion           | Magyarország   | 2 – 0        | Andorra       | vb-selejtező    | -            | 75'               |
| 16.          | 2015. június 5.      | Debrecen, Nagyerdei stadion               | Magyarország   | 4 – 0        | Litvánia      | barátságos      | -            | a szünetben       |
| 17.          | 2015. június 13.     | Helsinki, Olimpiai Stadion                | Finnország     | 0 – 1        | Magyarország  | Eb-selejtező    | -            | a szünetben       |
| 18.          | 2015. szeptember 4.  | Budapest, Groupama Aréna                  | Magyarország   | 0 – 0        | Románia       | Eb-selejtező    | -            | 70'               |
| 19.          | 2015. szeptember 7.  | Belfast, Windsor Park                     | Észak-Írország | 1 – 1        | Magyarország  | Eb-selejtező    | -            | 89'               |
| 20.          | 2015. október 8.     | Budapest, Groupama Aréna                  | Magyarország   | 2 – 1        | Feröer        | Eb-selejtező    | -            | a szünetben       |
| 21.          | 2015. október 11.    | Pireusz, Karaiszkákisz Stadion            | Görögország    | 4 – 3        | Magyarország  | Eb-selejtező    | 2            | 45+2' 55' 75'     |
| 22.          | 2015. november 12.   | Oslo, Ullevaal Stadion                    | Norvégia       | 0 – 1        | Magyarország  | Eb-selejtező    | -            |                   |
| 23.          | 2015. november 15.   | Budapest, Groupama Aréna                  | Magyarország   | 2 – 1        | Norvégia      | Eb-selejtező    | -            | 75'               |
| 24.          | 2016. március 26.    | Budapest, Groupama Aréna                  | Magyarország   | 1 – 1        | Horvátország  | barátságos      | -            | a szünetben       |
| 25.          | 2016. június 14.     | Bordeaux, Stade Bordeaux-Atlantique (FRA) | Ausztria       | 0 – 2        | Magyarország  | Eb-csoportkör   | -            | 80' 89'           |
| 26.          | 2016. június 22.     | Lyon, Stade des Lumières (FRA)            | Magyarország   | 3 – 3        | Portugália    | Eb-csoportkör   | -            | 71'               |
| 27.          | 2016. szeptember 6.  | Tórshavn, Tórsvøllur Stadion              | Feröer         | 0 – 0        | Magyarország  | vb-selejtező    | -            | 70'               |
| 28.          | 2016. október 7.     | Budapest, Groupama Aréna                  | Magyarország   | 2 – 3        | Svájc         | vb-selejtező    | -            | 76'               |
| 29.          | 2016. november 13.   | Budapest, Groupama Aréna                  | Magyarország   | 4 – 0        | Andorra       | vb-selejtező    | -            | 81'               |
| 30.          | 2016. november 15.   | Budapest, Groupama Aréna                  | Magyarország   | 0 – 2        | Svédország    | barátságos      | -            |                   |
| 31.          | 2017. november 9.    | Luxembourg, Stade Josy Barthel            | Luxemburg      | 2 – 1        | Magyarország  | barátságos      | -            | 63'               |
| 32.          | 2017. november 14.   | Budapest, Groupama Aréna                  | Magyarország   | 1 – 0        | Costa Rica    | barátságos      | -            | 76'               |
| 33.          | 2018. március 23.    | Budapest, Groupama Aréna                  | Magyarország   | 2 – 3        | Kazahsztán    | barátságos      | 1            | a szünetben 67'   |
| 34.          | 2018. március 27.    | Budapest, Groupama Aréna                  | Magyarország   | 0 – 1        | Skócia        | barátságos      | -            | 58'               |
| 35.          | 2018. október 12.    | Athén, Olimpiai Stadion                   | Görögország    | 1 – 0        | Magyarország  | Nemzetek Ligája | -            | 75'               |
| 36.          | 2019. június 8.      | Baku, Olimpiai Stadion                    | Azerbajdzsán   | 1 – 3        | Magyarország  | Eb-selejtező    | -            | 86' 87'           |
| 37.          | 2019. szeptember 5.  | Podgorica, Podgoricai Stadion             | Montenegró     | 2 – 1        | Magyarország  | barátságos      | -            |                   |
|              | Összesen             |                                           |                | 37           | mérkőzés      |                 | 4            | gól               |

## További információ
- Adatlapja az AÉK hivatalos oldalán (görögül)
- Profil a Liverpool hivatalos honlapján (angolul)
- Németh profilja az MLSZ honlapján (magyarul)
- Németh Krisztián adatlapja a HLSZ.hu-n (magyarul)
- Profil a footballdatabase.eu-n (angolul)
- Németh Krisztián adatlapja a national-football-teams.com-on[halott link] (angolul)
- Pályafutása statisztikái a fussballdaten.de-n (németül)
- Profil a soccernet.espn-en Archiválva 2009. február 2-i dátummal a Wayback Machine-ben (angolul)